# Vize-Premierminister des Vereinigten Königreichs
Das Amt eines Vize-Premierministers des Vereinigten Königreichs (englisch Deputy Prime Minister of the United Kingdom) ist ein Amt in der Regierung des Vereinigten Königreichs. Das Amt wurde nicht in allen Regierungen vergeben und war daher zum Teil über mehrere Jahre vakant.
Alternativ oder gleichzeitig kann auch ein First Secretary of State den Premierminister vertreten.

## Verfassungsrechtliche Stellung
Das Amt des stellvertretenden Premierministers ist unbesoldet und sein Inhaber hat kein Recht auf automatische Nachfolge.
Ein klassisches Argument gegen die Ernennung eines Ministers für das Amt ist, dass dies das royal prerogative, das königliche Vorrecht des Monarchen, einschränken könnte, einen Premierminister frei zu wählen. Der britische Verfassungsrechtler Rodney Brazier hat jedoch hierzu ausgeführt, dass starke verfassungsrechtliche Argumente dafür bestünden, dass jeder Premierminister einen stellvertretenden Premierminister ernennt, um etwa im Fall seines Todes oder einer Dienstunfähigkeit eine effektive vorübergehende Machtübertragung sicherzustellen. Ebenso hat Verfassungsrechtler und Politikwissenschaftler Vernon Bogdanor erklärt, besagtes Argument habe im modernen Kontext wenig Gewicht, da der Monarch keinen wirklichen Ermessensspielraum mehr habe und überdies die Ausübung des Amtes eines stellvertretenden Premierministers in der Vergangenheit tatsächlich nicht die Wahrscheinlichkeit erhöht habe, vom Monarchen zum Premierminister ernannt zu werden (obwohl dies innerhalb der politischen Parteien in Bezug auf ihre jeweiligen Führungen unterschiedlich sein kann).
Brazier führt drei Gründe an, warum bisher ein stellvertretender Premierminister ernannt worden ist: zur Bestimmung eines bevorzugten Nachfolgers, zur Förderung einer effizienten Erledigung von Regierungsgeschäften und im Fall von Labour-Regierungen zur Anerkennung des Status des stellvertretenden Vorsitzenden der Labour Party. Darüber hinaus wird der Parteivorsitzende der kleineren Regierungspartei einer – im Vereinigten Königreich seltenen – Koalitionsregierung häufig zum stellvertretenden Premierminister ernannt, wie dies bei Nick Clegg in der Koalitionsregierung aus Konservativen und Liberaldemokraten von 2010 bis 2015 der Fall war.

## Geschichte
Vor dem Zweiten Weltkrieg wurde gelegentlich ein Minister damit beauftragt, während einer Krankheit oder eines Auslandaufenthaltes des Premierministers dessen Amtsgeschäfte zu führen. Er wurde aber nicht als Deputy Prime Minister bezeichnet.
Erstmals wurde er am 19. Februar 1942 mit Clement Attlee einem Mitglied des Kabinetts verliehen. Damals wurde es als eine außergewöhnliche Maßnahme wegen des Krieges gesehen. Es gilt als fraglich, ob die Ernennung vom König offiziell genehmigt wurde. Die Ernennung erfolgte, um die Bedeutung der Labourpartei für die Koalition zu demonstrieren und nicht um einen Nachfolger zu nominieren. Churchill verfasste ein Schreiben an den König, welches Anthony Eden als Nachfolger nominierte. Den anderen Parteiführern George Curzon, Bonar Law und Nick Clegg in der Kriegskoalition wurden ähnliche Ämter verliehen. Danach wurde offiziell bis 1995 aufgrund von verfassungsrechtlichen Bedenken, die Ernennung eines Stellvertreters könnte die freie Ernennung durch den König einschränken, kein Deputy Prime Minister mehr ernannt. Trotzdem gab es hochrangige Kabinettsmitglieder, die informell als solche angesehen wurden.
Nachdem am 8. Juni 2001 das Büro des Vize-Premierministers im Kabinettsbüro, dem Cabinet Office, eingerichtet worden war, wurde es dort am 29. Mai 2002 eine eigenständige Abteilung, die am 5. Mai 2006 jedoch wieder abgeschafft wurde.

## Liste der Vize-Premierminister
- 1942–1945 Clement Attlee (Kriegsregierung Churchill)
- 1945–1951 Herbert Morrison (Kabinett Attlee I)
- 1951–1955 Sir Anthony Eden (Kabinett Churchill III)
- 1955–1962 vakant
- 1962–1963 Rab Butler (Kabinett Macmillan)
- 1963–1979 vakant
- 1979–1988 William Whitelaw, 1. Viscount Whitelaw (Kabinette Thatcher I, II und III)
- 1988–1989 vakant
- 1989–1990 Sir Geoffrey Howe (Kabinett Thatcher III)
- 1990–1995 vakant
- 1995–1997 Michael Heseltine (Kabinett Major I und Kabinett Major II)
- 1997–2007 John Prescott (Kabinett Blair I, II und III)
- 2007–2010 vakant
- 2010–2015 Nick Clegg (Kabinett Cameron I)
- 2015–2021 vakant
- 2021–2022 Dominic Raab (Kabinett Johnson II)
- 2022 Thérèse Coffey (Kabinett Truss)
- 2022–2023 Dominic Raab (Kabinett Sunak)
- 2023–2024 Oliver Dowden (Kabinett Sunak)
- seit 2024 Angela Rayner (Kabinett Starmer)

Butler, Heseltine und Prescott führten während ihrer Amtszeit zugleich den Titel eines Ersten Ministers (First Secretary of State).